# Onno Meijer
Onno Meijer (* 23. Juli 1960 in Heerenveen; † 27. September 2008 in Wytgaard, Provinz Friesland) war ein niederländischer Schauspieler.

## Leben
Nach Abschluss seines Studiums der Jugend-Sozialhilfe wechselte Onno Meijer in die Schauspielschule in Kampen. Seine Bühnenkarriere begann mit der Theatergruppe Start in Sneek mit Rollen in Van harte gefeliciteerd pa (1985) und als der Muze Melpomene in Liefdesspel (1987). 
Zwischen 1995 und 1998 absolvierte Meijer in Leeuwarden eine Ausbildung zum Regisseur. Er führte Regie in De koning sterft (1995), Antigone (1996), Minskenrag (1997), Who is afraid of Virginia Woolf? (1998) auf Westfriesisch. 1999 erhielt er eine Anfrage für die erfolgreiche niederländische Fernsehserie Hertenkamp und erhielt dafür mit der ganzen Crew den niederländischen Fernsehpreis Gouden Kalf. 2003 war er im Theater in Messer in Hennen von David Harrower in der Rolle des Müllers zu sehen. Im gleichen Jahr spielte er in Lebenspornografie mit, einem Film des niederländischen Regisseurs Edwin Brienen.